# Dus og Des
 "Dus" omdirigeres hertil. For andre betydninger af Dus, se Dus (flertydig).
At være Des er at anvende stedordene De, Dem og Deres ved tiltale, hvilket skal signalere afstand og respekt. Modsætningen er at være dus. Ordene De, Dem og Deres skrives med stort begyndelsesbogstav for at adskille ordene fra de enslydende former i 3. person flertal (de, dem og deres).
Tidligere var brugen det formelle De udbredt i Danmark, men siden starten af 1970'erne har formen du været den sædvanlige, også mellem to for hinanden fremmede. Forskning fra Københavns Universitet foretaget af journalist og forfatter Bjørn Andersen viste i 2014, at brugen af Des har været på retur siden 1950'erne, men at danskerne gerne vil have De-formen tilbage som led i at skabe en kultur med mere ærbødighed. En Gallup-måling udført i 1950 viste imidlertid, at 45 procent af befolkningen var tilhængere af at være dus, mens 41 procent hellere ville være Des.
På f.eks. tysk anvender man som udgangspunkt stadig den formelle form, medmindre man er tæt knyttet eller har aftalt at være dus. I Danmark bruges De fortsat af og til ved højtidelige lejligheder, eller i samtale med en person af høj alder og/eller status. Dronningen tiltales af de fleste personer Deres Majestæt. Er man Des, bruges typisk efternavn og titel, f.eks. hr. Hansen eller doktor Hansen. I 2015 vakte det derfor opsigt, da en journalist fra Berlingske Nyhedsbureau ved et pressemøde tiltalte majestæten med "du". "Nu skal jeg ikke være meget sippet, men jeg tror ikke, vi har gået i skole sammen. Jeg tror ikke, vi er dus," svarede dronningen ham.
De finder også i et vist omfang fortsat anvendelse i breve fra offentlige myndigheder og advokater, samt på enkelte skilte. Så sent som i 1994 kunne man møde dommere, der var Des med de øvrige personer i retten. Tidligere var nyhedsværter på tv Des med seerne; det gjaldt eksempelvis TV 2s nyhedsværter frem til 2013, mens det pr. 2024 efterhånden kun er Weekendavisen, der opretholder at være Des med sine læsere, da det som avisens chefredaktør Martin Krasnik forklarer det, skaber en "respektfuld afstand."